# Horabagrus brachysoma
Horabagrus brachysoma és una espècie de peix de la família dels bàgrids i de l'ordre dels siluriformes.

## Morfologia
- Els mascles poden assolir 45 cm de longitud total.[1]

## Hàbitat
És un peix d'aigua dolça i de clima tropical (23 °C-25 °C).

## Distribució geogràfica
Es troba a Àsia: Kerala (Índia).